# Asas do Brasil
Asas do Brasil é um filme brasileiro de 1948 dirigido por Moacyr Fenelon, é uma refilmagem de um filme inacabado de Raul Roulien, destruído num incêndio, no ano de 1940.

## Elenco[2]
- Celso Guimarães ...Aviador cego
- Mário Lago ...General
- Violeta Ferraz ...Dona da pensão
- Oscarito ...Mecânico
- Oswaldo Loureiro ...Frade
- Álvaro Aguiar
- Jorge Amaral
- Lourdinha Bittencourt
- João Cabral
- Navarro de Andrade
- Alma Flora
- Áurea Gally
- Mary Gonçalves
- Fernando Lopes
- Saint Clair Lopes
- Dulce Martins
- Dinah Mezzomo
- Paulo Porto
- Ênio Santos
- Pedro Veiga